# غاغانيان
جاجانيان هي مركبة فضائية مدارية مأهولة هندية من المخطط أن تكون المركبة الفضائية الأساسية لبرنامج الرحلات الفضائية المأهولة الهندية. يجري تصميم المركبة الفضائية لتحمل ثلاثة أشخاص، وسيتم تجهيز نسخة مُطورة قادرة على الالتقاء بالمركبات الأخرى والالتحام بها. في مهمتها المأهولة الأولى، ستدور كبسولة منظمة أبحاث الفضاء الهندية (إزرو)، الآلية بدرجة كبيرة والتي تبلغ كتلتها 5.3 طن (12000 باوند)، حول الأرض على ارتفاع 400 كيلومتر (250 ميل) لمدة تصل إلى سبعة أيام مع طاقم مكون من شخصين أو ثلاثة. كان من المقرر في الأصل إطلاق أول مهمة مأهولة على متن صاروخ جي إس إل في إم كيه 3 في ديسمبر 2021، ولكن تم تأجيل المهمة إلى عام 2023 على الأقل.
انطلقت الكبسولة، المصنوعة من قِبل شركة هندوستان آيرونوتيكس (إتش إيه إل)، في أول رحلة تجريبية غير مأهولة في 18 ديسمبر 2014. اعتبارًا من مايو 2019، تم الانتهاء من تصميم وحدة الطاقم. ستوفر منظمة البحث والتطوير الدفاعي (دي آر دي أوه) الدعم للأنظمة والتقنيات المهمة للإنسان مثل توفير طعام مناسب للاستعمال الفضائي، والرعاية الصحية للطاقم، والقياس والحماية ضد الإشعاع، والمظلات اللازمة لهبوط وحدة الطاقم ونظام إخماد الحرائق.
في 11 يونيو 2020، أُعلِن تأجيل إطلاق أول مركبة غير مأهولة بسبب جائحة كوفيد 19، لكن من المتوقع ألا يتأثر الجدول الزمني لعمليات الإطلاق المأهولة.

## نظرة تاريخية
بدأت الدراسات الأولية وعملية تطوير مركبة جاجانيان في عام 2006 تحت اسم مشروع «المركبة المدارية». شملت الخطة تصميم كبسولة بسيطة تستطيع البقاء في الفضاء لمدة أسبوع تقريبًا، وتتسع لرائدي فضاء، وتستطيع الهبوط على سطح البحر بعد انتهاء المهمة. تم الانتهاء من تصميم المركبة بحلول مارس 2008 وتم تقديم المشروع للحكومة الهندية لتوفير التمويل الكافي. تمت المصادقة على تمويل برنامج المهمات الفضائية المأهولة الهندية في فبراير 2009، لكن المشروع لم يكسب دعمًا سياسيًا كاملًا وحصل على تمويل تنموي محدود. في البداية، اقتُرح إطلاق أول رحلة غير مأهولة للمركبة المدارية في عام 2013، ثم تم تأجيل هذه المهمة إلى عام 2016. مع ذلك، بحلول أبريل 2012، تعرض المشروع لمشاكل في التمويل هددت مستقبله؛ وفي أغسطس 2013 أعلِن أن جميع خطط الرحلات المأهولة الهندية لم تعد «في قائمة أولويات إزرو». بحلول أوائل عام 2014، أُعيد النظر في المشروع وكان أحد المستفيدين الرئيسيين من زيادة كبيرة في الميزانية أعلِن عنها في فبراير 2014. تقوم إزرو بتطوير مركبة جاجانيان المدارية باستخدام الاختبارات التي أُجريت من خلال تجربة استرداد كبسولة الفضاء (إس آر إي) المصغرة التي تبلغ كتلتها 550 كيلوجرام، التي أُطلِقت وتم استعادتها في يناير 2007.
في عام 2017، تلقى برنامج الرحلات الفضائية المأهولة الهندي دفعة قوية، وقُبل وإعلان عنه رسميًا من قبل رئيس الوزراء ناريندرا مودي في 15 أغسطس 2018. وفقًا للتصميم الحالي، تتسع المركبة لثلاث رواد فضاء. ستجري إزرو أربع تجارب بيولوجية وتجربتي فيزيائيتين تتعلقان بالجاذبية الصغرى خلال مهمة جاجانيان. تخطط إزرو لاستبدال الهيدرازين بوقود صديق للبيئة خلال مهمة جاجانيان، إذ يقوم مركز أنظمة الدفع السائل (إل بّي إس سي) بالفعل بصنع تركيبة أحادية الوقود تتكون من نترات هيدروكسيل الأمونيوم (إتش إيه إن) ونترات الأمونيوم والميثانول والماء. 